# Continuum (seriál)
Continuum je kanadský sci-fi seriál o gangu, který se z roku 2077 přemístí do roku 2012, aby změnil historii. Nedopatřením se však do roku 2012 dostane i policistka.
Seriál měl premiéru na Showcase 27. května 2012. První řada má deset dílů, přičemž jeden díl trvá kolem 45 minut. Hlavní role v seriálu hrají Rachel Nichols, Victor Webster, Erik Knudsen a Stephen Lobo. Seriál získal 13dílnou druhou sérii, která se začala vysílat v dubnu 2013. Pár měsíců poté byla objednána i třetí a čtvrtá řada. Poslední díl byl odvysílán 9. října 2015.

## Stručný děj
Policistka Kiera Cameronová se spolu se skupinou teroristů, zvanou Liber8, přenese časem z roku 2077 do roku 2012. Aby je mohla dopadnout dříve, než stihnou ovlivnit budoucnost, připojí se k místní policii, samozřejmě pod jinou identitou. Pomáhá jí mladý kluk Alec Sadler, který je pro budoucnost velmi důležitý.

## Obsazení
Hlavní postavy
| Rachel Nichols  | Kiera Cameron     |
| Victor Webster  | Carlos Fonnegra   |
| Erik Knudse     | mladý Alec Sadler |
| Stephen Lobo    | Matthew Kellog    |
| Roger Cross     | Travis Verta      |
| Lexa Doig       | Sonya Valentine   |
| Tony Amendola   | Edouard Kagame    |
| Omari Newton    | Lucas Ingram      |
| Luvia Petersen  | Jasmine Garza     |
| Jennifer Spence | Betty Robertson   |
| Brian Markinson | Dillon            |

Vedlejší postavy
| John Reardon      | Greg Cameron      |
| Sean Michael Kyer | Sam Cameron       |
| Zahf Paroo        | Oscar             |
| Caitlin Cromwell  | Elena             |
| Terry Chen        | Curtis Chen       |
| Mike Dopud        | Stefan Jaworski   |
| William B. Davis  | starý Alec Sadler |
| Janet Kidder      | Ann Sadler        |
| Michael Rogers    | Roland Randol     |
| Richard Harmon    | Julian Randol     |
| Olivia Ryan-Stern | Maddie            |
| Adam Greydon Reid | Clayton           |
| Katie Findlay     | Lily              |
| Beatrice Sallis   | Kagameova matka   |
| Jonathan Walker   | Martin Bradley    |

## Vysílání
| Řada | Díly | Premiéra v Kanadě | Premiéra v Kanadě |
| Řada | Díly | První díl         | Poslední díl      |
| ---- | ---- | ----------------- | ----------------- |
| 1    | 12   | 27. května 2012   | 5. srpna 2012     |
| 2    | 13   | 21. dubna 2013    | 4. srpna 2013     |
| 3    | 13   | 16. března 2014   | 22. června 2014   |
| 4    | 6    | 4. září 2015      | 9. října 2015     |

## Sledovanost
K pilotnímu dílu usedlo 900 000 kanadských diváků a tak se seriál stal tím nejsledovanějším na stanici Showcase. Další díly už nebyly tak úspěšné a sledovanost klesala, ale ne zase tak moc, aby si seriál nevysloužil objednání druhé řady a také pevnou fanouškovskou základnu. Seriál se dočkal i třetí a čtvrté řady.